# مش (رنگ مو)

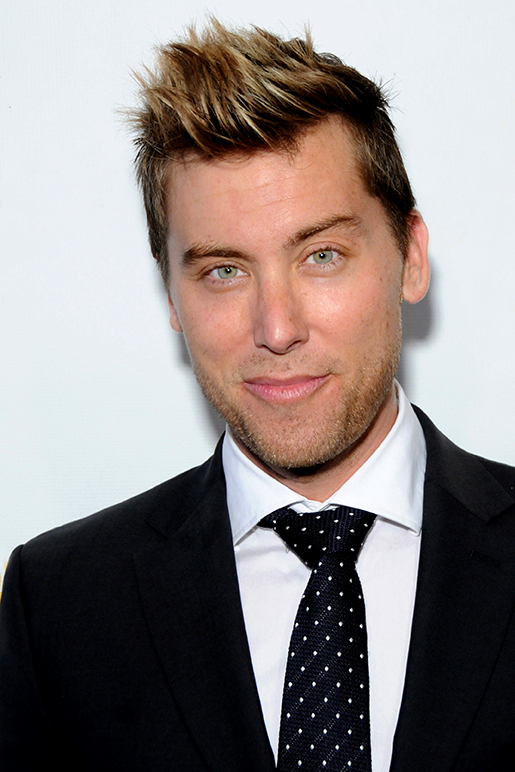
رنگ مو سرد

مش، یا مش کردن، روشی در رنگ کردن مو است که در آن  با از بین بردن رنگ آن‌ها (دکلره کردن) و گذاشتن یک رنگ روشن (مانند بلوند یا پلاتینی) فرم زیبایی را به رنگ موی فرد می‌دهند.
به عمل رنگ کردن دسته‌های موی دکلره شده در مش اصطلاحاً رنساژ (و گاهی رنگساژ) گفته می‌شود.
مش کردن موی سر با سه روش کلاه، فویل و دیسکی انجام می‌شود. در روش کلاهی یک کلاه پلاستیکی با سوراخ‌های فراوان کوچک را روی سر قرار می‌دهند و با یک قلاب (مانند قلاب قلاب بافی) دسته‌های مو را از داخل سوراخ‌های کلاه بیرون می‌کشند. بدین وسیله برخی قسمت‌های مو از بقیه موی سر جدا می‌شود. سپس موهای بیرون آمده از کلاه را دکلره کرده و عمل رنساژ را روی آن انجام می‌دهند.

## رنگ کردن
هایلایت - بالیاژ - تکنیک رنگ کردن مو که مدل روز هالیوود است.

## سلامت
اداره غذا و دارو آمریکا استفاده رنگ برای مژه و ابرو را در سالن زیبایی ممنوع اعلام کرده است.

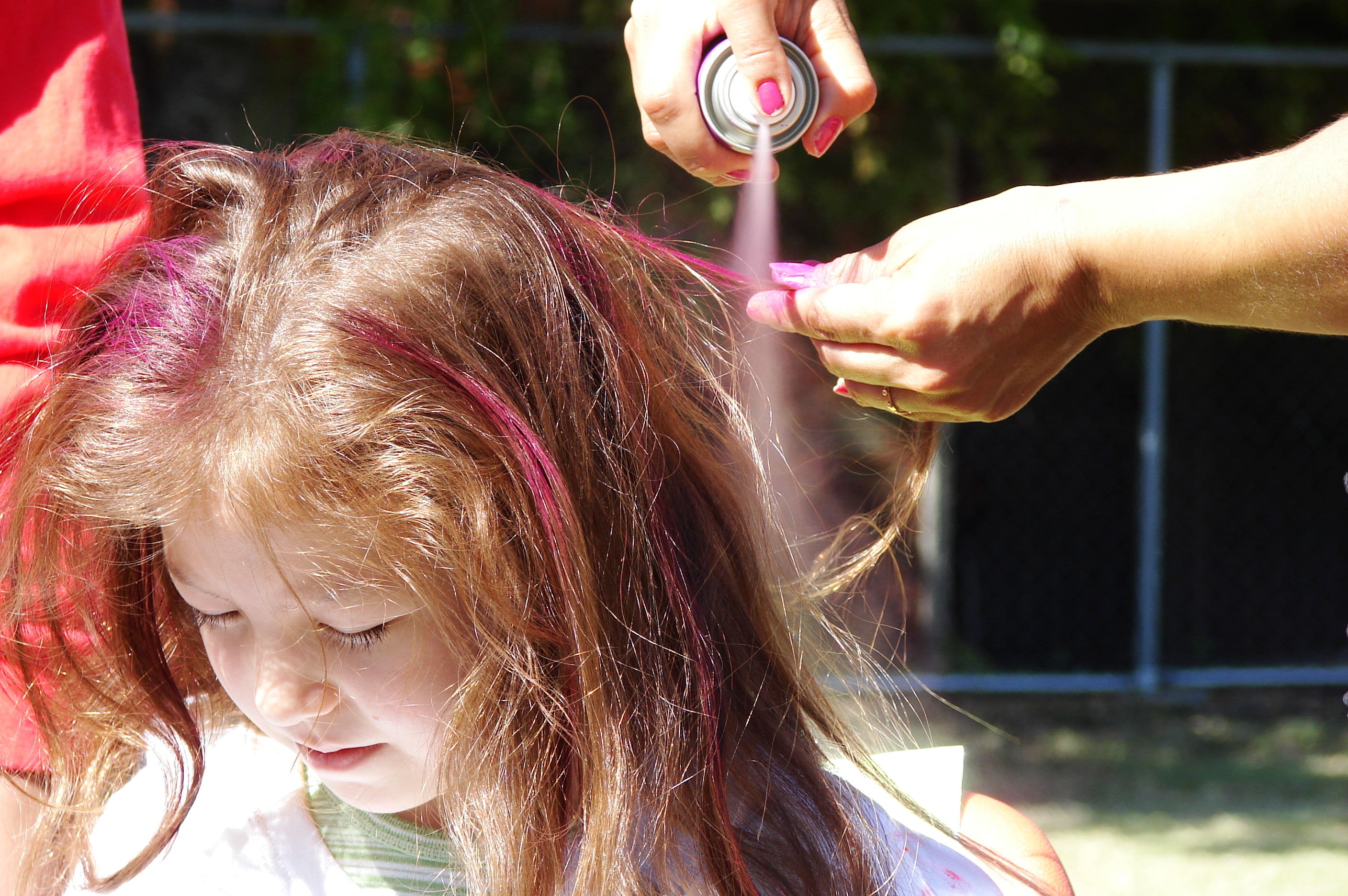
رنگ کردن با اسپری